# Cratere Mandora
Mandora  è un cratere sulla superficie di Marte.